# 李西廷
李西廷（英語：Li Xiting，1951年—）是一位中国出生的新加坡籍亿万富翁商业巨头。他是迈瑞医疗，中国最大的医疗设备制造商的联合创始人、总裁和联席CEO。

## 早年生活与教育
李西廷1951年出生于中国安徽省宿州市砀山县的一个农村家庭。
李西廷毕业于中国科学技术大学，获得低温物理学学士学位。

## 职业生涯
1976年至1987年间，李西廷在湖北武汉及法国的科研机构协助学者从事研究工作，1980年代初他曾作为访问学者在巴黎第十一大学学习。
李西廷首次创业尝试是在广东深圳的深圳安科高技术公司，这是一家由中国科学院于1980年代设立的部分国有企业。该公司可谓是中国首个本土研发医疗设备的企业，1989年推出了中国首台磁共振成像（MRI）扫描仪。
1991年，李西廷与徐航及成明和（成明和）在深圳共同创立了迈瑞医疗。
1990年代，李西廷在一次医疗设备展会上以36万元人民币拿下迈瑞的第一份合同。
迈瑞医疗于2006年在纽约证券交易所上市，募资2.7亿美元。
2016年，李西廷与另外两位联合创始人以19亿美元完成迈瑞私有化交易。
李西廷移居新加坡，并于2018年成为新加坡公民。
在新冠疫情期间，由于迈瑞呼吸机需求激增，估计李西廷的净资产每月增加10亿美元。
2021年4月，福布斯估计李西廷净资产为215亿美元，是新加坡首富。